# Lights and Sounds
Lights and Sounds è il quinto album degli Yellowcard, ed il secondo registrato sotto etichetta Capitol Records. È stato sicuramente il loro lavoro più atteso, perché è stato quello successivo ad Ocean Avenue, l'album che nel 2003 aveva valso al gruppo il disco di platino. In origine Lights and Sounds sarebbe dovuto uscire nell'autunno 2005, ma la sua pubblicazione, successivamente, slittò fino al 24 gennaio 2006. Alla sua uscita, l'album è stato accompagnato da un'edizione speciale, che conteneva un DVD bonus con interviste, documentari, il video della canzone Lights and Sounds e alcune esibizioni dal vivo.
Nonostante abbia debuttato al quinto posto in classifica negli Stati Uniti, al quarto in Canada e al sesto in Australia, Lights and Sounds è considerato un fallimento commerciale, specie se confrontato con l'immediatamente precedente Ocean Avenue. Alcuni hanno imputato questo insuccesso al fatto che, a differenza dei precedenti lavori della band, in questo è meno presente il violino, a vantaggio di uno stile più duro. Ryan Key ha commentato che l'album racchiude tutti i sentimenti negativi, lo stress e le situazioni spiacevoli che stava affrontando in quel periodo della sua vita.
L'album, insieme ad altri degli Yellowcard, è stato oggetto di non poche discussioni tra i critici musicali ed i fan in ordine alla sua eventuale appartenenza al genere musicale emo, in particolare tra gli album della recente "terza ondata"; anche se la band nella scrittura dell'album ha cercato principalmente di prendere le distanze dal genere pop punk al quale erano costantemente associati dopo il successo di Ocean Avenue.
A causa del successo non molto elevato, dall'album sono stati estratti solo due singoli: Lights and Sounds e Rough Landing, Holly.
A distanza di qualche anno, Ryan Key ha commentato, a proposito di Lights and Sounds: "Sarò sempre molto affezionato a questo disco. Era una specie di capitolo oscuro nella mia vita e mi piace poter sentire come le canzoni hanno catturato questo momento".

## Classifiche
L'album ha debuttato in quinta posizione nella Billboard 200, risultando così l'album degli Yellowcard che ha raggiunto la posizione più alta in graduatoria. Nella classifica degli album su internet ha raggiunto il 5º posto, mentre in quella degli album digitali ha ottenuto il 41º. In Canada, l'album ha raggiunto il 4º posto.
Nel Regno Unito l'album ha raggiunto la 59ª posizione, risultando a tutt'oggi il loro album che ha ottenuto la posizione più alta (Southern Air si è piazzato sessantesimo nel 2012). Lo stesso vale per l'Australia, in cui l'album ha esordito al sesto posto la prima settimana (per poi scendere nelle cinque settimane successive in 18ª, 27ª, 36ª, 42ª e 49ª posizione). In Austria l'album debutta in 67ª posizione e scende in 69ª alla seconda settimana; più ampio il successo nell'anglofona Nuova Zelanda, dove l'album debutta all'11º posto, per poi scendere al 21º ed al 29º. In Svizzera, infine, l'album dapprima debutta all'84º posto, e poi risale fino al 73º nella seconda settimana.
| Classifica             | Posizione |
| ---------------------- | --------- |
| Australia              | 6         |
| Austria                | 67        |
| Canada                 | 4         |
| Nuova Zelanda          | 11        |
| Regno Unito            | 59        |
| Stati Uniti            | 5         |
| Stati Uniti (internet) | 5         |
| Stati Uniti (digital)  | 41        |
| Svizzera               | 73        |

## Canzoni

### Lights and Sounds
Il brano è stato incluso nella colonna sonora del videogioco Burnout Revenge ed è una delle tracce suonabili nelle edizioni americana ed australiana di Guitar Hero: On Tour Modern Hits.

### Rough Landing, Holly
Citata come una delle canzoni preferite dal cantante Ryan Key, il testo parla delle sue esperienze con la cocaina nel periodo di successo della band seguìto alla popolarità di Ocean Avenue, come suggerito anche dalla frase "I love that sound, so give me one more line" a fine testo ("adoro quel suono, dammi un'altra striscia"). Nel video, la stanza coi graffiti che compare è la stessa (ma con più graffiti) usata nel video per Ocean Avenue. Entrambi i video sono stati girati da Marc Webb. Tutte le comparse, inoltre, sono di origine asiatica. Ryan Key l'ha citato come il video più divertente cui abbia mai partecipato. È stato girato in cinque location diverse ed è il video più costoso della band. La canzone compare nella colonna sonora del videogioco Flatout 2.

### Waiting Game
La canzone, secondo quanto affermato da Ryan Key, parla di una coppia che era sopravvissuta allo tsunami in Thailandia nel 2004 di cui lui aveva letto.

### Martin Sheen or JFK
La canzone è ispirata al film I Goonies di Richard Donner. Il titolo deriva da una frase del film, in cui il personaggio di Mouth scambia l'effigie di John Fitzgerald Kennedy su una moneta da mezzo dollaro per quella dell'attore Martin Sheen.

### How I Go
Il brano si ispira al film Big Fish, di Tim Burton. È accompagnato da una chitarra acustica e da un'orchestra di 25 elementi, arrangiata e diretta dal violinista Sean Mackin. Il cantato è un duetto tra Ryan Key e la cantante dei Dixie Chicks, Natalie Maines.

## Tracce
Testi di Ryan Key, musiche di Yellowcard.
1. Three Flights Up – 1:23
2. Lights and Sounds – 3:28
3. Down on My Head – 3:32
4. Sure Thing Falling – 3:42
5. City of Devils – 4:23
6. Rough Landing, Holly – 3:33
7. Two Weeks from Twenty – 4:18
8. Waiting Game – 4:15
9. Martin Sheen or JFK – 3:46
10. Space Travel – 3:47
11. Grey – 3:00
12. Words, Hands, Hearts – 4:24
13. How I Go (feat. Natalie Maines) – 4:32
14. Holly Wood Died – 4:41

### Tracce Bonus
La versione giapponese dell'album contiene la canzone Three Flights Down (scaricabile anche da iTunes), mentre quella australiana il brano When We're Old Men.

## Formazione
- Ryan Key (voce e chitarra elettrica)
- Sean Mackin (violino)
- Peter Mosely (basso e voce di fondo)
- Ryan Mendez (chitarra)
- Longineu Parsons III (batteria)